# Реући
Реући (рум. Răuți) насеље је у Румунији у округу Тимиш у општини Ујвар. Oпштина се налази на надморској висини од 78 m.

## Историја
По "Румунској енциклопедији" место се помиње 1723. године као "Силаш". Ново насеље је изнова основано 1843-1844. године. Коонизовани су ту Мађари, па Немци. Римокатоличка црква је грађена 1876. године.

## Становништво
Према подацима из 2013. године у насељу је живело 520 становника.

### Попис2002.
| Расподела становништва по националности 2002.‍ | Расподела становништва по националности 2002.‍ | Расподела становништва по националности 2002.‍ | Расподела становништва по националности 2002.‍ | Расподела становништва по националности 2002.‍ |
| --------------------------------------------- | --------------------------------------------- | --------------------------------------------- | --------------------------------------------- | --------------------------------------------- |
|                                               |                                               |                                               |                                               |                                               |
| Румуни                                        | Румуни                                        |                                               | 358                                           | 63,6%                                         |
| Мађари                                        | Мађари                                        |                                               | 189                                           | 33,6%                                         |
| Роми                                          | Роми                                          |                                               | 6                                             | 1,1%                                          |
| Немци                                         | Немци                                         |                                               | 10                                            | 1,8%                                          |